# Władysław Drucki Lubecki
Władysław Drucki Lubecki (ur. 19 września 1864 w Paryżu, zm. 21 kwietnia 1913 w Teresinie) – polski ziemianin kresowy i działacz społeczny, właściciel dóbr w Teresinie (1909–1913), prezydent Grodna w 1907, książę.

## Życiorys
Był wnukiem ministra skarbu Królestwa Polskiego Franciszka Ksawerego Druckiego Lubeckiego (1778–1846). Żonaty z Marią Joanną z Zamoyskich, miał z nią syna Jana (1898-1990). Studiował na Uniwersytecie w Dorpacie. Odziedziczył po rodzinie liczne majątki na Grodzieńszczyźnie i Polesiu (m.in. w Szczuczynie, Stanisławowie i Poniemuniu) . Pod koniec XIX wieku wzniósł pałac w Szczuczynie, który zachował się do chwil obecnych. 

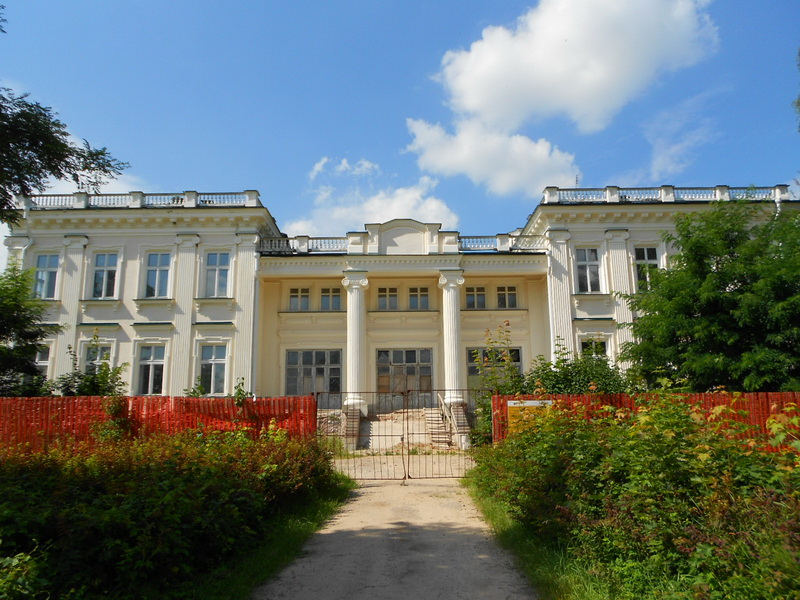
Pałac w Szczuczynie stan z 2013

Wziął udział w uroczystym odsłonięciu pomnika Katarzyny II Wielkiej w Wilnie 23 września 1904 roku. W 1907 pełnił obowiązki prezydenta Grodna. W 1909 zakupił od Mieczysława Epsteina pałac w Teresinie. Był założycielem i pierwszym prezesem Towarzystwa Automobilistów Królestwa Polskiego. 
21 kwietnia 1913 gościł u siebie w majątku ordynata Jana Bispinga. Po obiedzie obaj udali się na spacer do parku, po czym książę polecił zaprząc konie do faetonu i sam postawił odwieźć gościa do oddalonej o 1,5 wiorsty od swojego pałacu stacji kolejowej, łączącej Kalisz z Warszawą. Po tym jak nie wrócił do domu, był poszukiwany, a finalnie odnaleziono jego zwłoki w połowie drogi między parkiem a stacją. Został postrzelony dwa razy z broni palnej i dobity uderzeniem rękojeści rewolweru.

## Proces
Przesłuchiwany w tej sprawie Bisping zeznał, że podczas drogi na stację Drucki-Lubecki napotkał dwóch mężczyzn, z którymi podjął rozmowę, wobec czego ordynat nie chcąc spóźnić się na pociąg udał się w dalszą drogę pieszo, po czym odjechał pociągiem do Warszawy. Jako że poszlaki wskazywały na Bispinga, został on aresztowany i osadzony w więzieniu śledczym. Twierdził on jednak, że jest niewinny. Niedługo po morderstwie w pałacu doszło do kradzieży majątku z gabinetu księcia. Ujawniono także, iż księcia usiłowano wcześniej otruć przez podanie strchniny w herbacie, a doszło do tego podczas wizyty Bispinga.
Cała sprawa od początku była określana jako tajemnicza. Oprócz intensywnej pracy śledczych także dziennikarze warszawskich gazet usiłowali rozwikłać zagadkę. Śmierć księcia stała się początkiem jednego z najdłuższych procesów na ziemiach polskich. O zbrodnię oskarżano barona Bispinga von Gallen, ordynata na Massalonach i szambelana papieskiego. Wyrokiem sądu I instancji z czerwca 1914 Bisping został uznany winnym zabójstwa w uniesieniu oraz sfałszowania podpisów księcia na wekslach w kwocie 300 tys. rubli i skazany na karę czterech lat rot aresztanckich. W tym samym miesiącu za kaucją w wysokości 100 tys. rubli został zwolniony po prawie 14 miesiącach osadzenia  z uwagi na zły stan zdrowia. Po tym jak rozstrzygnięcie sprawy zatrzymał wybuch i przebieg I wojny światowej już po odzyskaniu przez Polskę niepodległości trafiła ona w 1924 przed sąd apelacyjny. Ostatecznie Bisping został uniewinniony w 1928 .
Dobra teresińskie odziedziczył po nim syn Jan, który w 1927 ofiarował kilkanaście hektarów ziemi zakonowi franciszkanów (w Niepokalanowie). "Panią na Szczuczynie" została żona Maria Joanna Drucka-Lubecka, która w 1930 objęła również kuratelę nad dobrami.